# Charles William Andrews
Aquest autor és citat en taxonomia animal amb el nom «Andrews».
Charles William Andrews (Hampstead, 30 d'octubre del 1866 — 25 de maig del 1924) fou un paleontòleg anglès, la carrera del qual com a paleontòleg vertebrat, tant com curador com al camp, es va dedicar als serveis del Museu Britànic, Departament de Geologia, i membre de la Royal Society des del 1906

## Biografia
Es va graduar per la Universitat de Londres, el 1892, Andrews es va adjudicar un lloc d'assistent al British Museum, després d'un examen competitiu el 1892. Les seves primeres preocupacions van estar relacionades amb els ocells fòssils, i va descriure Aepyornis titan, l'extint "ocell elefant" de Madagascar (1894). Es va adonar de les connexions que existien entre els ràl·lids no voladors àmpliament separats de Maurici, les illes Chatham i Nova Zelanda i va deduir que el seu caràcter no volador havia evolucionat independentment al lloc.
Els regals d'Alfred Nicholson Leeds al Museu Britànic de rèptils marins del Juràssic de l'Oxford Clay de Peterborough van provocar el seu interès en plesiosaures i altres rèptils marins que van culminar en un catàleg de la col·lecció Leeds al British Museum (2 vols, 1910-13) ; el seu interès en aquesta àrea no es va veure afectat després: el seu darrer document publicat de forma pòstuma concernia les impressions de la pell i altres estructures toves conservades en una paleta d'ictiosaure de Leicestershire.
El 1897 va ser seleccionat per passar diversos mesos a l'Illa Christmas a l'oceà Índic, per inspeccionar-lo abans que les activitats de mineria de fosfats comprometessin la seva història natural. Els resultats van ser publicats pel British Museum el 1900.
Després de 1900 la seva salut va començar a fallar lentament i va ser enviat a passar els mesos d'hivern a Egipte; allà es va unir a Beadnell del Servei Geològic d'Egipte, inspeccionant fòssils de peixos d'aigua dolça a el Faium, on Andrews va notar que la fauna dels mamífers no havia estat detectada i publicada anteriorment Moeritherium i un elefant primerenc Palaeomastodon, seguit del seu Descriptive Catalogue (Catàleg descriptiu). El 1904 va descriure l'espècie Basilosaurus isis a partir de fòssils trobats a Wadi al-Hitan, Egipte. Fou un dels primers valedors de la teoria de la deriva continental d'Alfred Wegener, argumentant que Àfrica i Amèrica del Sud formaven una única massa continental durant el Juràssic a partir d'anàlisis faunístiques.
El 1916 va ser guardonat amb la Medalla Lyell de la Societat Geològica de Londres. També va ser membre actiu de la Societat Zoològica de Londres.